# HESA Azarakhsh

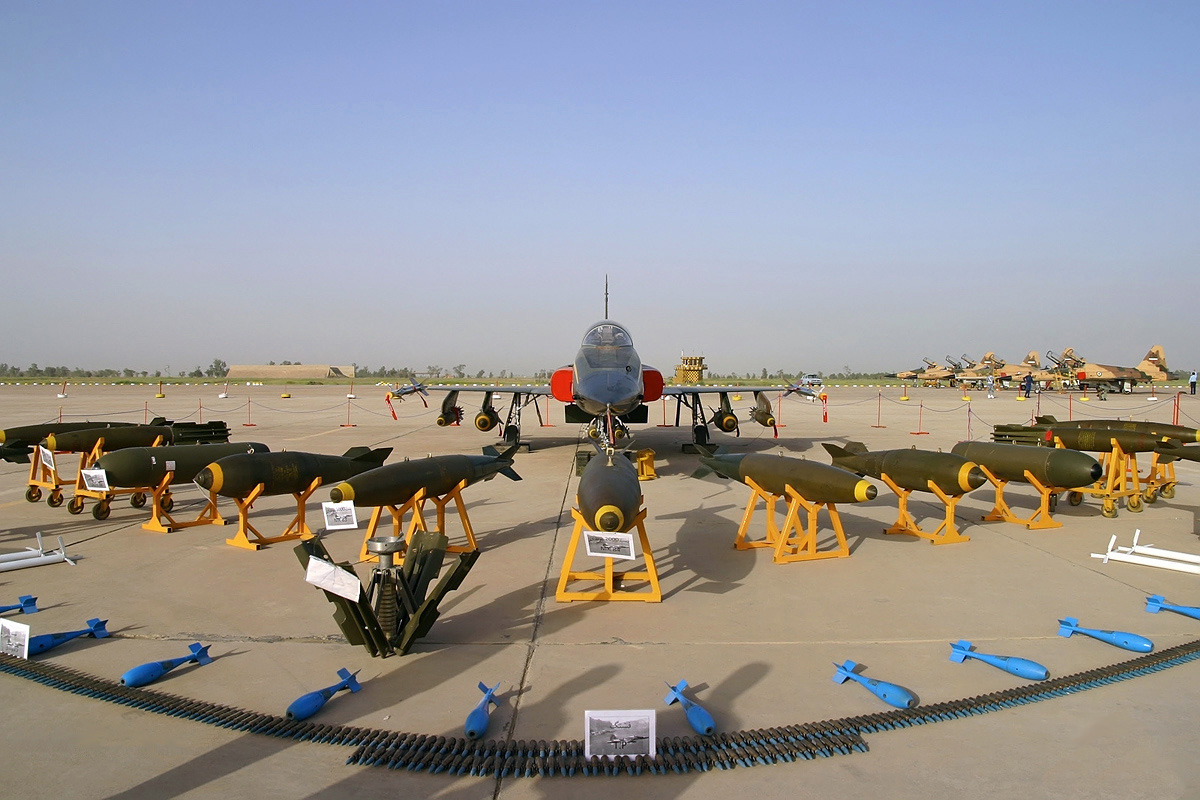
HESA Azarakhsh на выставке на авиабазе Вахдати

HESA Azarakhsh (перс: آذرخش Âzaraxš, «Громовержец») — реактивный истребитель, производимый Иранской авиастроительной промышленной компанией (HESA). Его часто называют перестроенным и переименованным американским Northrop F-5 «Freedom Fighter/Tiger II», хотя иранские власти утверждают, что это первый боевой реактивный истребитель, произведённый в Иране.
Azarakhsh был разработан в Исфахане иранскими военными, Министерством обороны Ирана и компанией-производителем самолетов HESA.

## Разработка
В апреле 1997 года иранский бригадный генерал Арасте, заместитель начальника Генерального штаба Вооружённых сил, заявил, что Иран успешно спроектировал, построил и испытал свой первый истребитель. К концу 1997 года стало известно, что Иран начал производство этого самолёта , а к середине 2000 года, как сообщалось, четыре самолёта проходили эксплуатационные испытания, а производство составляло около десяти самолётов в год.
17 мая 2000 года исполняющий обязанности командующего ВВС Ирана заявил, что Azarakhsh вышел на стадию серийного производства. 5 августа 2007 года Azarakhsh совершил успешный испытательный полёт. 6 августа 2007 года министр обороны Мостафа Мохаммад-Наджар заявил: «Azarakhsh сейчас находится на стадии промышленного производства, и в будущем начнётся его массовое производство».

## Дизайн

### Azarakhsh
Производство началось в конце 1997 года, и по состоянию на 2001 год сообщалось о шести самолётах, находящихся в эксплуатации. Иран до сих пор не опубликовал никакой дополнительной информации об этом самолёте, и его возможности неизвестны.
Неизвестно, есть ли какие-либо отличия между Azarakhsh и оригинальным Northrop F-5E. В сочетании с тем фактом, что с момента заявленного начала производства было замечено очень мало самолётов Azarakhsh, это указывает на то, что Azarakhsh — это не новый истребитель, а переоборудованные существующие Northrop F-5.

### Saeqeh
HESA Saeqeh — это усовершенствованный самолёт, созданный на основе истребителя Azarakhsh. Как и в случае со многими предыдущими видами оружия, разработанными в Иране, не было опубликовано никаких данных о характеристиках для подтверждения официальных заявлений. Неизвестно, сколько самолётов этого поколения было построено, и сообщается, что они поступили на вооружение ВВС Исламской Республики Иран (IRIAF) 22 сентября 2007 года.
Основная статья: HESA Saeqeh

### Kowsar
В августе 2018 года IAIO представила Kowsar (или Kosar) реактивный учебно-ударный самолет. Kowsar будет выпускаться в одноместной и двухместной версиях.
Основная статья: HESA Kowsar